# 돌아오지 않는 해병
"돌아오지 않는 해병"은 이만희 감독의 1963년 영화로, 한국 전쟁을 배경으로 한 영화다.

## 줄거리
용감무쌍한 해병 일개 분대원들의 싸우는 모습을 통하여 전쟁의 참혹상과 죽음에 직면한 인간의 본능·좌절·투쟁 등을 그렸다. 특히 포연 자욱한 전쟁터에서 나누는 눈물겨운 전우애(戰友愛)와 휴머니티속에 청춘을 바치는 해병들을 퍽 감동적으로 그린 스펙터클한 전쟁명화였다.

## 개요
해병대의 지원을 받아 작품을 완성시킨 <돌아오지 않는 해병>은 한국전쟁영화의 대표작이라 할 만큼 박력있는 연기, 치밀한 연출, 대담한 촬영 등이 조화를 이룬 가운데, 전쟁이라고 하는 특수상황(特殊狀況) 속에서 젊은이들은 어떻게 싸웠고, 또 어떻게 죽어 갔는가를 그려 준 영화였다. 제3회 대종상(大鍾賞)에서 감독·녹음·촬영(신인)상을, 제1회 청룡상(靑龍賞)에서 감독상, 제7회 부일영화상에서 촬영상을 수상했다.

## 출연진
- 최무룡
- 장동휘
- 구봉서
- 이대엽
- 김운하
- 남준택

## 수상 경력
- 제1회(1963) 청룡영화상
  - 감독상(이만희)
  - 특별상(장동휘, 최무룡, 남준택, 구봉서, 이대엽, 김운하 — ‘집단연기상’)
- 제3회(1964) 대종상
  - 감독상(이만희)
  - 녹음상(손인호)